# SARD UNDERGROUND
SARD UNDERGROUND(사드 언더그라운드)는 신노 유아를 중심으로 한 일본의 솔로 프로젝트다. 2024년 9월 30일까지 밴드 편성했다. 2019년부터 'ZARD'에서 파생돼 트리뷰트 밴드로 결성. 소속 사무소는 주식회사 키더 아티스트(株式会社ギザアーティスト), 소속 음반사는 GIZA Studio.

## 멤버
- 멤버
  - 보컬(Vocals) : 신노 유아(神野友亜, 2000년 9월 14일(24세))
- 이전 멤버
  - 기타(Guitar), 코러스(Chorus) : 아카사카 미유(赤坂美羽, 1999년 8월 1일(25세)) - 2021년 5월 27일에 컨디션 불량으로 탈퇴.
  - 베이스(Bass), 코러스(Chorus) : 스기오카 이즈미(杉岡泉美, 2000년 9월 14일(24세)) - 2024년 9월 30일을 기해 탈퇴.
  - 키보드(Keyboards), 코러스(Chorus) : 사카모토 히로미(池澤公隆, 1999년 12월 29일(25세)) - 2024년 9월 30일을 기해 탈퇴.
- 서포트 멤버
  - 드럼(Drums) : 쿠루타니 케이스케(車谷啓介)
  - 기타(Guitar) : 이와이 유이치로(岩井勇一郎)
  - 기타(Guitar) : 에자키 시키(栄先思希)

## 음반

### 싱글
1. 少しづつ 少しづつ (2020년 2월 10일)||15위
2. これからの君に乾杯 (2020년 6월 3일)
3. ブラックコーヒー (2021년 2월 10일)
4. 空っぽの心 (2022년 5월 18일)
5. 卒業式 (2023년 2월 22일)
6. 役者犬のうた (2023년 9월 20일)
7. 夢で逢いましょう (2024년 8월 21일)

### 디지털 싱글
1. あの夏の恋は眩しくて (2021년 5월 12일)
2. 夏の恋はいつもドラマティック (2021년 7월 22일)
3. 揺れる想い [tribute 2023] (2023년 5월 19일)
4. その結婚、正気ですか? (2023년 8월 7일)
5. マイ フレンド [tribute 2024] (2024년 3월 1일)
6. I still believe (2025년 1월 29일)

### 오리지널 앨범
1. オレンジ色に乾杯 (2021년 9월 1일)
2. 涙色で (2024년 8월 21일)

### 미니 앨범
1. 日の名残り (2022년 9월 14일)

### 트리뷰트 앨범
1. ZARD tribute (2019년 9월 18일)
2. ZARD tribute Ⅱ (2020년 10월 7일)
3. ZARD tribute Ⅲ (2022년 2월 9일)
4. ZARD tribute Best Selection (2024년 3월 20일)

### 영상 작품
1. SARD UNDERGROUND LIVE TOUR 2020 (2021년 4월 28일)
2. SARD UNDERGROUND LIVE TOUR 2021 [Cheers!] (2022년 3월 16일)
3. Film Collection 2019 - 2024 Music & History (2024년 12월 18일)

## 같이 보기
- ZARD